# 垂直立ち上げ
垂直立ち上げ（すいちょくたちあげ）は、事業を段階的に拡大するのではなく、事業開始当初から生産・販売等を一気に最大限まで高めるマーケティング手法。2001年ごろにパナソニックが使い始めたことから広まったとの見方がある。

## 具体的手法
製造部門では発売当初に欠品が起こらないよう潤沢に製品を供給する、販売部門では発売直前に一斉に店頭展示を行う、広告部門では発売日前後に広告を大量に出稿し、認知度を高めるなどの具体的方法が採られる。複数の国・地域で展開する商品では、「世界同時発売」が行われる。

## 効果
販売機会損失を減らし、競合商品が出回らないうちに販売を拡大して市場占有率を高める効果があるが、初期不良が発生した場合に被害が広まりやすいなどのリスクもある。